# Ирвин, Рид
Рид Ирвин (29 сентября 1922 — 16 ноября 2004 г.) — экономист, основавший наблюдательную организацию Достоверность в СМИ и был её руководителем на протяжении 35 лет.
Его известные комментарии были сосредоточены на Гражданской войне в Сальвадоре, Войне в Персидском заливе, и администрации Клинтона.
Во время войны в Персидском заливе в 1991 году он обвинил Си-Эн-Эн и репортера Питера Арнетта в освещении «версии истины Саддама Хусейна. Его отчет никоим образом не помогает Америке победить в этой войне».
В 1994 году Ирвин защищал Вашингтон Таймс, основанную лидером Движения Объединения Мун Сон Мёном, говоря что «Вашингтон Таймс является одной из немногих газет в стране, которая предоставляет хоть какую-то взвешенность».

## Награды
- Медаль Джорджа Вашингтона от Фонда свободы, 1980
- Премия за журналистскую этику от Всемирной ассоциации СМИ, 1987.